# Azinhoso
Azinhoso is een plaats (freguesia) in de Portugese gemeente Mogadouro en telt 378 inwoners (2001).

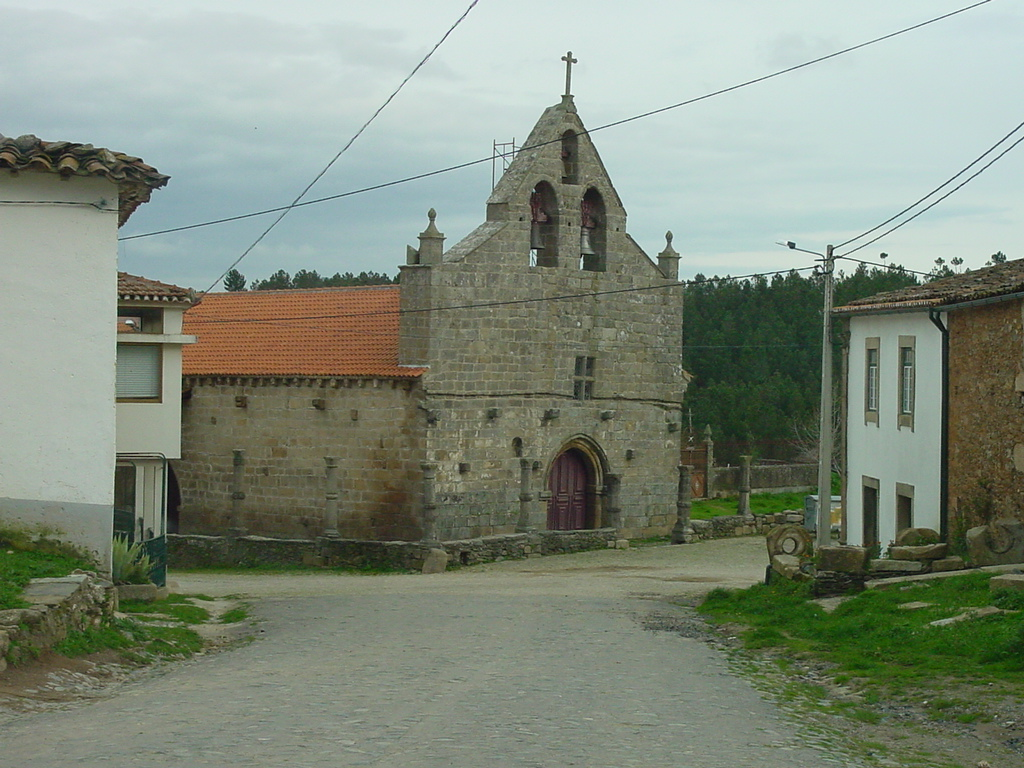